# 鳥坂城 (越後国頚城郡)
鳥坂城（とりさかじょう）は、越後国頚城郡姫川原村鳥坂（現・新潟県妙高市新井区姫川原字鳥坂山）にあった日本の城（山城）。下越にある北蒲原の鳥坂城（とっさかじょう）と異なり読みは「とりさか」。「高城」「鶏冠城」「新井鳥坂城」とも称される。妙高市史跡。

## 概要
鳥坂城は関川と片貝川との間に聳える高床山から北東へ延びた尾根の頂部、鳥坂山（標高347m）の山頂に築かれている。 現在残る遺構は戦国時代のものであり、上杉氏の家臣・桃井左京が在城していたとの伝承が残る。

## 遺構・復元建造物
- 曲輪
- 堀と土橋
- 土塁群
- 畝形阻塞群
- 本丸跡 - 本丸碑と土塁。上越市、日本海方面が遠望できる。
- 「鳥坂城址」石碑と標柱
- 狼煙台跡 - 狼煙（のろし）につき解説した案内板。
- 屋敷跡

### 周辺施設・関連資料など
- 城址入口標識と高床山森林公園案内 - 鳥坂城を含めた自然公園の案内イラスト図。
- 登城口 - ここを登り、突き当たりを右に行くと鳥坂城跡へ続く。
- 「鳥坂城縄張図」 - 本丸から三の丸・出丸まで描かれた平面図（妙高市所蔵）。
- 高床山森林公園 - オートキャンプ場あり。

## 交通
- 妙高はねうまライン新井駅のバスターミナルから中郷区乗合タクシー（予約制） 90 関山ルート[2]に乗り「高床山入口」下車 森林公園の駐車場までは徒歩約1時間を要する。
- 上信越自動車道・中郷ICから約15分
  - 高床山森林公園駐車場（無料）